# Adolphe Bühl
Adolphe Bühl, né le 19 juin 1878 à Paris 18e et mort le 24 mars 1949 à Viry-Châtillon (Seine-et-Oise), est un mathématicien et astronome français.

## Biographie
À l'âge de 14 ans, il est atteint d'une paralysie qui l'immobilise pendant quelques années et l'oblige à marcher avec des béquilles toute sa vie. Il s'intéresse aux mathématiques et apprend celles-ci en autodidacte. Il obtient un doctorat en 1901 à la faculté des sciences de Paris avec sa thèse « Sur les équations différentielles simultanées et la forme aux dérivées partielles adjointe », le sujet de la seconde thèse étant « La théorie de Delaunay sur le mouvement de la lune ». Le jury est composé de Gaston Darboux, Henri Poincaré et Paul Appell.
Adolphe Bühl commence sa carrière d'enseignant en 1903 comme maître de conférences en astronomie à la faculté des sciences de Montpellier. En 1909, il est nommé professeur à la faculté des sciences de Toulouse, d'abord sur une chaire de mécanique rationnelle puis sur une chaire de calcul différentiel et intégral qu'il occupe jusqu'à son départ à la retraite en octobre 1945.
Dès 1903, il participe à la rédaction de la revue suisse L'Enseignement mathématique ; en 1920, il succède à Charles-Ange Laisant et participe avec Henri Fehr à la direction de la revue. À partir de 1930, il participe comme secrétaire à la direction des Annales de la Faculté des sciences de Toulouse.
Adolphe Bühl publie de nombreux articles dans des domaines variés, analyse, géométrie, physique théorique. Ses cours à la faculté des sciences de Toulouse sont édités.

## Publications
Gravifiques, groupes, mécaniques , Paris, 1934, Mémorial des sciences mathématiques publié sous le patronage de l'Académie des sciences de Paris ; fasc. 62, 52 p. lire en ligne sur Gallica
Formules stokiennes, Paris, 1926, Mémorial des sciences mathématiques ; fasc. 16, 60 p. lire en ligne sur Gallica
Aperçus modernes sur la théorie des groupes continus et finis, Paris, 1928, Mémorial des sciences mathématiques ; fasc. 33D, 52 p. lire en ligne sur Gallica
Géométrie et analyse des intégrales doubles, Paris, 1920, Coll. Scientia, Gauthier-Vilars, 67 p. lire en ligne sur Gallica

## Source
- L'Enseignement Mathématique / Volume 39 (1942-1950)